# Dichelomorpha sumatrana
Dichelomorpha sumatrana är en skalbaggsart som beskrevs av Anton Franz Nonfried 1894. Dichelomorpha sumatrana ingår i släktet Dichelomorpha och familjen Melolonthidae. Inga underarter finns listade i Catalogue of Life.